# 理查德·卢
理查德·卢（英文：Richard Loo，1903年10月1日—1983年11月20日）是在1930年代较活跃的一位华裔美国演员，在1931年至1982年之间出演超过120部电影。
理查德·卢在夏威夷度过幼年时代，之后在加利福利亚度过少年时代。在加州大学伯克利分校毕业之后，他进入商界。但是1929年股市崩溃和后续的经济危机迫使他转行。他开始和业余的戏院公司接触，之后转为职业，直到1931年完成他的第一部电影。和大多数非亚洲国家的亚洲演员一样，他出演的都是样板化的小角色，但是他很快混到了脸熟。
他的死板的脸使得他成为一个受人欢迎的电影反角，而且二战造成的战争电影繁荣给于他在1944年的紫心勋章和1945年的上帝是我的副驾驶这样的成功电影中出演的机会。他在1944年的天路历程中出演一个主角格里高利·派克的对手，一个中国中尉。在1951年的朝鲜战争经典片《钢盔》中他罕见地出演一个日裔美国军人英雄，但是在剩余的演艺生涯中，他基本出演龙套和电视剧配角。1974年他在詹姆斯邦德电影金枪客中出演一个反派，泰国亿万富翁海发。在1972至1974年的热门电视剧《功夫》中，理查德·罗出演一个少林和尚的教师。他的最后一个职业演出是在1981年的《變形俠醫》电视剧系列。他在丰田的广告中出演到1982年。
理查德·卢于1983年11月20日死于脑内出血。

## 个人生活
理查德·卢的第一任妻子Bessie Loo是一个著名的好莱坞代理人。她和理查德·卢有一对双胞胎女儿：Beverly Loo在出版业发展，而Angela Loo Levy是一个好莱坞代理人。理查德·卢和第二任妻子Hope Loo在一起，直到去世。他的继女Christel Hope Mintz是壳牌石油公司的分析师。

## 出演影视作品列表
- 肉博马湾岛 (1942)
- 专家日记 (1944)
- 紫心勋章 (1944)

- 午夜十二点半 (1948)
- 生死戀 (1955)
- 江湖客 (1955)
- 成吉思汗传 (1956)